# ألكس ساندرس
ألكس ساندرس (بالإنجليزية: Alex Sanders)‏، (ولد في 6 يونيو 1926 – توفي 30 أبريل 1988) ساحر ومشعوذ إنجليزي ومشتغل بالامور الغامضة والتنجيم، الكاهن الأكبر لديانة الوثنية الجديدة الويكا، أسس تقليد الويكا الإسكندرية خلال ستينيات القرن العشرين.
انضم لطافة الويكا الغاردينية سنة 1963 قبل أن يؤسس طائفته الخاصة. أصاب شهرة كبيرة في الصحافة خلال الستينات وأطلق عليه أتباعه «ملك السحرة». خلال أواخر السبعينيات والثمانينيات عمل مع مجموعة طقوسية سحرية تعرف باسم Ordine Della Luna قبل موته.
يقول عن بداية دخوله لعالم السحر:
«مساء أحد الايام سنة 1933، عندما كنت بعمر السابعة، ذهبت لزيارة بيت جدتي لأشرب معها الشاي. لسبب ما، لم أطرق الباب ودخلت، فوجئت بجدتي، عارية، وشعرها الرمادي منسدل على خصرها، تقف وسط دائرة رسمتها على أرضية المطبخ».
إتبع ساندرس طريق «السحر الأسود» (اليدى اليسرى)
توفي ساندرس بعد معاناة مع سرطان الرئة، وقيل ان اتباعه بلغوا 100,000 ساحر في بريطانيا وبعض الدول الأخرى مثل الولايات المتحدة وكندا.